# Helena (U-Boot)
Die USS Helena (SSN-725) ist ein Atom-U-Boot der Los-Angeles-Klasse. Namenspatron für das Boot ist die Stadt Helena in Montana.

## Geschichte
Die Helena wurde 1982 bei Electric Boat in Auftrag gegeben und dort 1985 auf Kiel gelegt. Der Bau des Bootes dauerte 15 Monate, danach folgten die Endausrüstung und erste Tests. Im Juli 1987 konnte die Helena offiziell bei der United States Navy in Dienst gestellt werden.
Ab dem 11. Mai 1989 musste die Helena von Midway nach Hause, Pearl Harbor auf Hawaii, geschleppt werden, weil das Getriebe ihrer einzigen Welle defekt war und die Schraube nicht mehr antreiben konnte. Die ersten Jahre verbrachte das Schiff mit Tests von Marschflugkörpern und Torpedos.
Das Jahr 2005 verbrachte die Helena im westlichen Pazifik und besuchte die Häfen von Sasebo und Yokosuka (beide Japan), Singapur, Guam (Apra Harbor) und Saipan. Zusammen mit der Kampfgruppe um die Kitty Hawk nahm das Schiff außerdem an Übungen teil.
Anfang 2008 ging die Helena für sechs Monate auf eine Fahrt in den westlichen Pazifik, 2009 nahm sie an der Übung ICEX unter der arktischen Polkappe teil. Ab Ende 2011 fuhr das U-Boot sechs Monate lang in zentral- und südamerikanischen Gewässern.